# Réda Babouche
Réda Babouche (Skikda, 3 de julho de 1979) é um futebolista profissional argelino que atua como defensor.

## Carreira
Réda Babouche representou o elenco da Seleção Argelina de Futebol no Campeonato Africano das Nações de 2010.